# Simon Coleman
Simon Coleman è una serie televisiva drammatica franco-belga, trasmessa in Belgio su La Une dal 5 maggio 2022 e in Francia su France 2 dal 15 giugno 2022.
In Italia la serie va in onda in prima serata su Rai 1 dal 4 settembre 2024.

## Trama
Il capitano Simon Coleman, un rinomato ufficiale di polizia parigino, lascia Parigi per Aix-en-Provence. L'arrivo di un grande nome, specializzato nell'infiltrazione, suscita i sospetti del suo nuovo collega, il capitano Audrey Castillon, che sospetta una sanzione o una depressione. Ma, un giorno, scopre che lo stesso poliziotto parigino ha chiesto un trasferimento nel Sud della Francia per prendersi cura dei tre figli di sua sorella, morta in un incidente stradale insieme al marito.

## Episodi
| Stagione         | Episodi | Prima TV  | Prima TV  | Prima TV  |
| Stagione         | Episodi | Belgio    | Francia   | Italia    |
| ---------------- | ------- | --------- | --------- | --------- |
| Prima stagione   | 3       | 2022-2023 | 2022-2024 | 2024-2025 |
| Seconda stagione | 6       | 2024      | 2024      | 2025      |

## Personaggi e interpreti

### Personaggi principali
- Capitano Simon Coleman, interpretato da Jean-Michel Tinivelli, doppiato da Francesco Prando. Protagonista, viene eletto a tutore dei nipoti alla morte della sorella Cecile e il cognato Julien.
- Violette Arnaud, interpretata da Lilie Sussfeld, doppiata da Beatrice Maruffa. Figlia maggiore di Cecile e Julien, è prossima alla maggiore età. È appassionata di scacchi come il padre.
- Clara Arnaud, interpretata da Romane Libert, doppiata da Rosa Maria Francesca Sica. Figlia mezzana, è la più sportiva dei tre fratelli Arnaud.
- Sam Arnaud, interpretato da Noam Kourdourli, doppiato da Emanuele Puccio. Ha solo otto anni,
- Victoria, interpretata da Diane Robert. È la zia dei bambini, sorella di Julien. Avvocato, non accetta che Simon sia stato scelto come tutore al suo posto.
- Corinne, interpretata da Vanessa Guedj. È la vicina che si prende cura dei bambini.
- Commissario Gaëlle Leclerc, interpretata da Alika Del Sol, doppiata da Emilia Costa.
- Capitano Audrey Castillon, interpretata da Raphaëlle Agogué, doppiata da Francesca Fiorentini. Personaggio presente solo nell'episodio pilota, poi sostituita con Chloé a causa di nuovi impegni lavorativi dell'attrice. All'inizio non sopporta i modi di Simon e, ignorando la sua situazione familiare, lo considera un dongiovanni.
- Chloé Becker, interpretata da Flavie Péan. Partner di lavoro di Simon, i due sono ottimi amici. Il personaggio è presente a partire dal secondo episodio.
- Tenente Cyril Langlois, interpretato da Ted Étienne, doppiato da Davide Perino. È un esperto di informatica.
- Inès Laurcie, interpretata da Lani Sogoyou. È un medico legale, ha un'evidente cotta per Simon, unico a non accorgersene.
- Commissario Bardy, interpretato da Olivier Cabassut. È un ex capo di Simon Coleman a Parigi.

### Personaggi secondari
- Maxime Tellmans, interpretato da Bruce Tessore. È il principale azionista della start-up Windy.
- Floriane Tellmans, interpretata da Élodie Varlet, doppiata da Francesca Manicone.
- Quentin Zeller, interpretato da Jeremy Banster. È il secondo azionista della Windy.
- Sophie Madrier, interpretata da Charlie Joirkin. È una commerciante della Windy.
- Xavier Lacroix, interpretato da Mathieu Lestrade. È il fratello di Sophie Madrier.
- Jade Samson, interpretata da Aurore Delplace. È una insegnante di salsa.
- Noémie Lefèvre, interpretata da Sandrine Quétier. È la direttrice dell'accademia di danza.
- Rayan Lounis, interpretato da Thierry Picaut. È un ballerino e marito di Noémie Lefèvre.
- Vanessa Carrel, interpretata da Vanessa Liautey. È una ballerina di salsa.
- Anthony, interpretato da Sam Chemoul. È uno studente di Vanessa.
- Julia Crépeau, interpretata da Caroline Le Moing. È la professoressa di matematica di Violette
- Luc Carrel, interpretato da Adrien Malvoisin. È un ballerino di salsa e marito di Vanessa.
- Candice Prevelt, interpretata da Joyce Bibring. È una paracadutista.
- Nora, interpretata da Selma Kouchy. È una paracadutista.
- Nicolas Lemahieux, interpretato da Sören Prévost. È il padrone della concessionaria di automobili.
- Mathieu Fournier, interpretato da Jérémie Poppe. È il marito della vittima.
- Vincent, interpretato da Laurent Gamelon. È il pilota e capo del club aeronautico.
- Séverine Chabriac, interpretata da Juliette Tresanini. È l'amministratore delegato della Plantes Lab et Formes.
- Denis Chabriac, interpretato da Grégory Questel. È il direttore finanziario.
- Juliette Robert, interpretata da Hélène Péquin. È una contabile.
- Caroline Lacroix, interpretata da Fanny Guidecoq. È una responsabile del laboratorio.
- Jérémy Lacroix, interpretato da Julien Masdoua. È il fondatore del club di paintball.
- Stéphanie Poncelle, interpretata da Rebecca Hampton. È la padrona della pasticceria Les Calissons de Garance.
- Hugo Montclar, interpretato da Kevin Abgrall. È un pasticcere e responsabile del laboratorio Les Calissons de Garance.
- Garance Poncelle-Montclar, interpretata da Justine Thibaudat. È la figlia di Stéphanie e moglie di Hugo.
- Izzia, interpretata da Zoé Fréchet-Sarrault. È una pasticciera.

## Produzione
La serie è diretta da Nicolas Copin e Sandra Perrin, scritta da Alexandra Echkenazi e Thomas Perrier e prodotta da Épisode Productions, France Télévisions, Be-FILMS e RTBF.

### Assegnazione dei ruoli
Raphaëlle Agogué interpreta il ruolo del capitano Audrey Castillon, compagna di Simon Coleman nell'episodio pilota, ma lascia la serie nel secondo episodio a causa dei suoi numerosi progetti: viene poi sostituita da Flavie Péan, che interpreta il capitano Chloé Becker.

### Riprese
Le riprese del primo episodio della prima stagione hanno avuto luogo dal 29 novembre al 24 dicembre 2021 ad Aix-en-Provence e nella sua regione, così come a Marsiglia, in particolare in una casa familiare degli anni '30 situata nel quartiere Pointe-Rouge. Le riprese del secondo e del terzo episodio sono state effettuate sempre a Marsiglia e Aix-en-Provence, rispettivamente dal 9 gennaio al 6 febbraio 2023 e dal 3 aprile al 2 maggio 2023.
Le riprese della seconda stagione sono state effettuate dal 19 febbraio 2024 sempre Marsiglia e Aix-en-Provence.

## Distribuzione
In Belgio la serie va in onda su La Une dal 5 maggio 2022: la prima stagione è stata trasmessa dal 5 maggio 2022 al 21 settembre 2023, mentre la seconda stagione dal 5 al 19 settembre 2024.
In Francia la serie va in onda su France 2 dal 15 giugno 2022: la prima stagione è stata trasmessa dal 15 giugno 2022 al 15 marzo 2024, mentre la seconda stagione dal 13 al 27 settembre 2024.
In Italia la serie va in onda in prima serata su Rai 1 dal 4 settembre 2024: la prima stagione viene trasmessa dal 4 settembre 2024, mentre la seconda stagione va in onda nell'estate 2025.